# レドニツェとヴァルチツェの文化的景観
レドニツェとヴァルチツェの文化的景観（レドニツェとヴァルチツェのぶんかてきけいかん）は、チェコのモラヴィア地方南部、レドニツェからヴァルチツェにかけてのレドニツェ＝ヴァルチツェ地区（チェコ語: Lednicko-valtický areál）の文化的景観に対する、ユネスコの世界遺産としての呼称である。1996年に登録。面積283.09 km2。

## 歴史と遺産概要
ネオゴシック様式のレドニツェ城とバロック様式のヴァルチツェ城を軸とする風景式庭園の整備は17世紀から19世紀にかけて行われた。 リヒテンシュタイン家は13世紀半ばにレドニツェを、14世紀末までにヴァルチツェをその領地として城を建設していたが、同家のカール1世がヴァルチツェ城を居城と定め、レドニツェ城は夏の離宮となった。
2つの城の間には1715年より道が造られ、19世紀はじめには、ヨハン・ヨーゼフ1世がイギリス式庭園を建設した。広大な庭園内には、近郊のフロホヴェツ（Hlohovec）村やラムサール条約により保護されているレドニツェ池群（Lednické rybníky）などが含まれる。一帯の大部分はマツ林が覆い、一部はディイェ川の河辺林およびヨシ原、塩性湿地となっている。園内にはさまざまな建築様式からなる大小の建造物も点在し、それらはしばしば狩猟小屋として用いられた。
- Rajsna（「並木」） - 1810年代から1820年代に整備されたヴァルチツェの丘の上にある新古典主義様式の並木道。
- Belvedere
- ランデヴー（Rendezvous）あるいはディアナ寺院 - 1810年代に建てられた新古典主義様式のアーチ型をした狩猟小屋。
- 聖フベルトゥス礼拝堂（Kaple svatého Huberta）- 松林の中に建つ1850年代のネオゴシック様式の円柱建造物で、狩猟の守護聖人フベルトゥス（英語版）（Hubertus）に捧げられている。
- 境界の家（Hraniční zámeček）- 1820年代に建てられた新古典主義様式の城で、1920年まではその名の通り、オーストリアのニーダーエスターライヒ州とモラヴィアの境界となっていた。
- 三女神の寺院（Tři Grácie）- ムーサイやカリスの寓意的な彫像で飾られた半円状の回廊である。
- 池の家（Rybniční zámeček）- レドニツェ池群のそばにある。
- 新農場（Nový dvůr）- 1809年に完成した新古典主義様式の農場で、元は羊の飼育に使われていたが、今は馬の繁殖に使われている。
- アポロ寺院（Apollónův chrám）- レドニツェ池群のそばにある1810年代の新古典主義様式の狩猟小屋。
- 狩猟小屋（Lovecký zámeček） - 1806年の新古典主義様式の邸宅。
- ヨハン城（Janohrad）- 1810年のネオゴシック様式の城の形をとった人為的な廃墟（チェコ語: umělá zřícenina）。
- ミナレット - 1804年に完成したムーリッシュ・リヴァイヴァル様式（英語版）（Moorish Revival）の高さ62mの塔。 レドニツェ城庭園にあり、展望台等として使われている。
- オベリスク - カンポ・フォルミオ条約（1798年）の講和を記念して建てられた。
- Pohansko - 1812年以降に完成した帝政様式の狩猟小屋で、今はブジェツラフ町立博物館が入っている。ここは、二つの重要な史跡である、モラヴィア王国の遺跡とチェコスロバキア国境要塞（英語版）（Czechoslovak border fortifications）の復元部分とに近い。
- Lány - 19世紀初頭に建てられた狩猟小屋

## ギャラリー

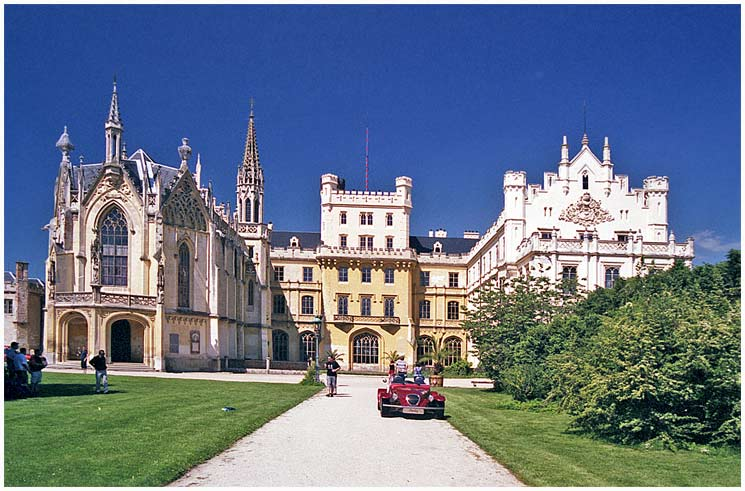
レドニツェ城
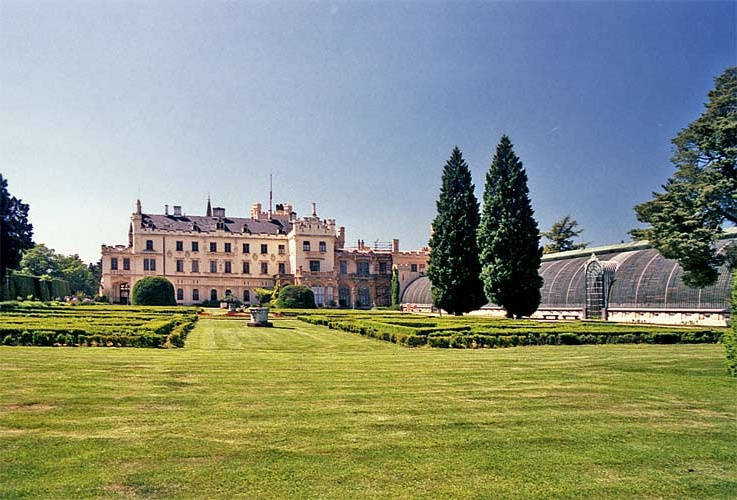
レドニツェ城の温室
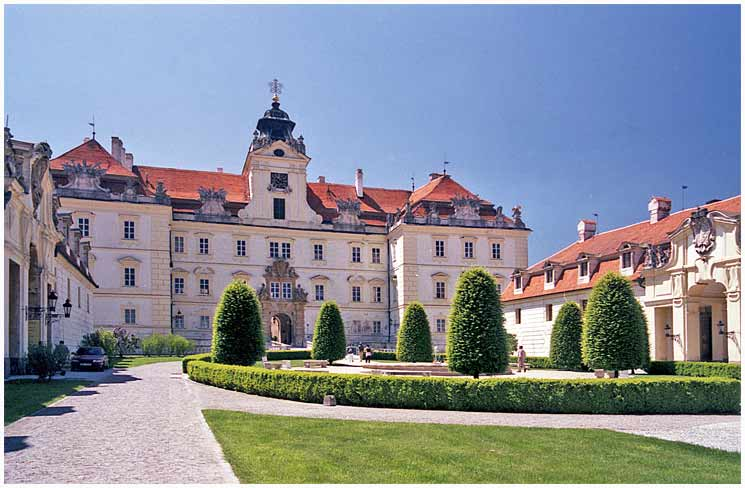
ヴァルチツェ城
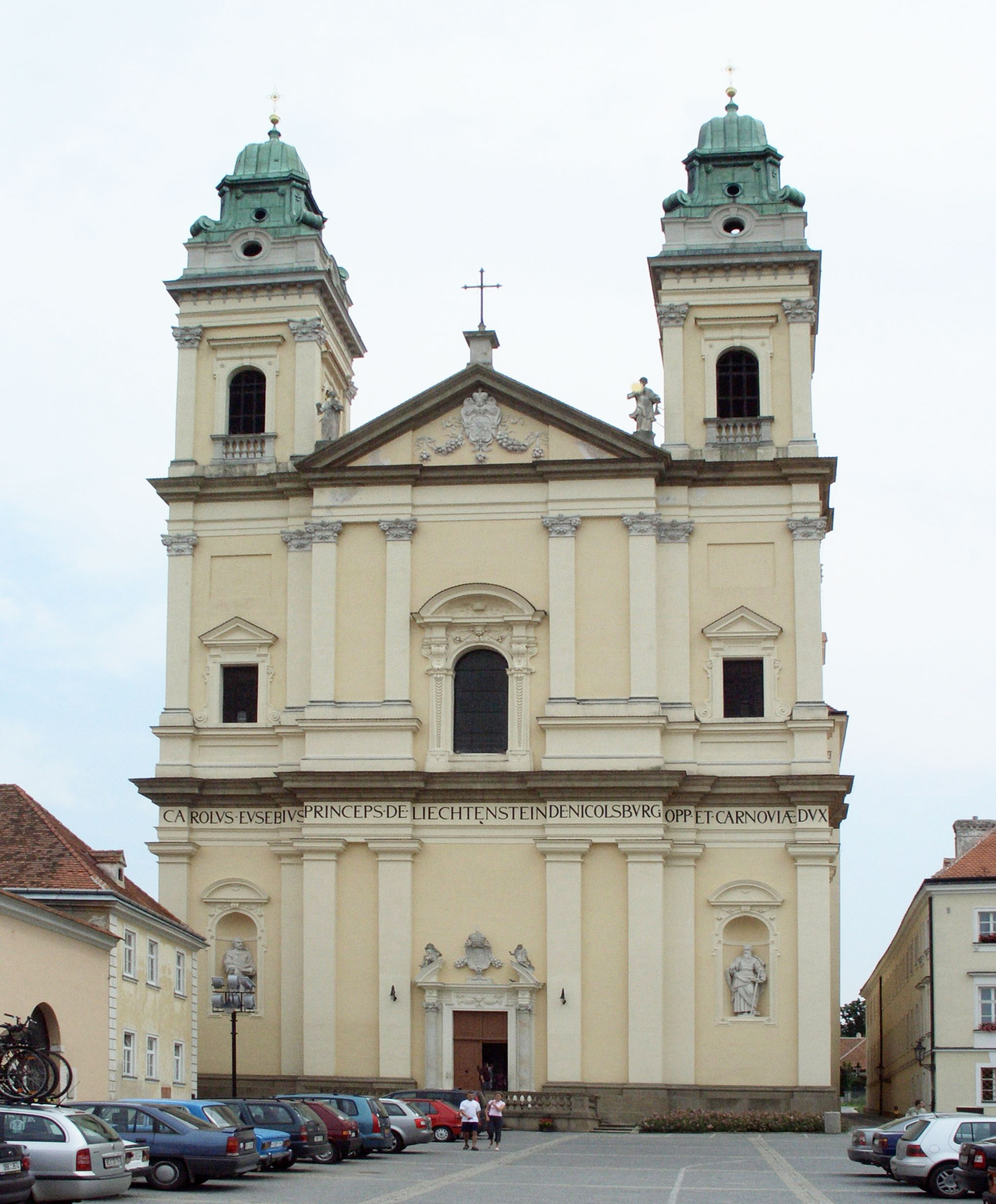
ヴァルチツェの聖マリア教区教会
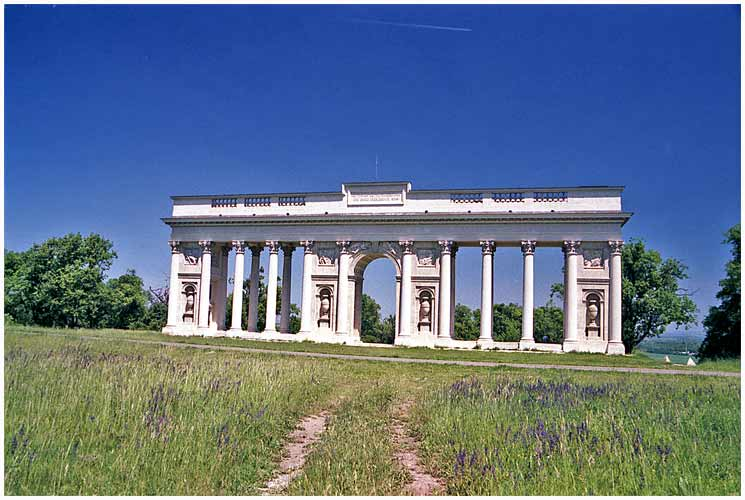
Rajsna
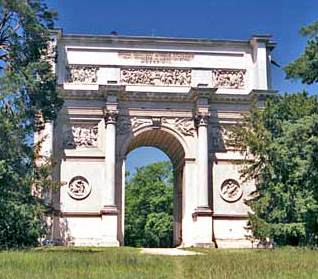
ランデヴー
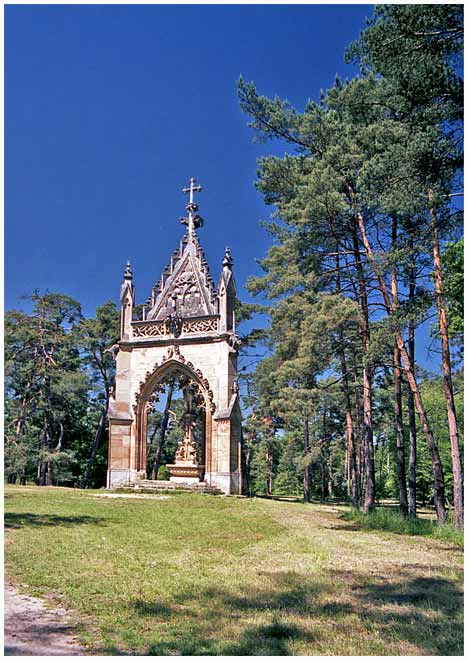
聖フベルトゥス礼拝堂
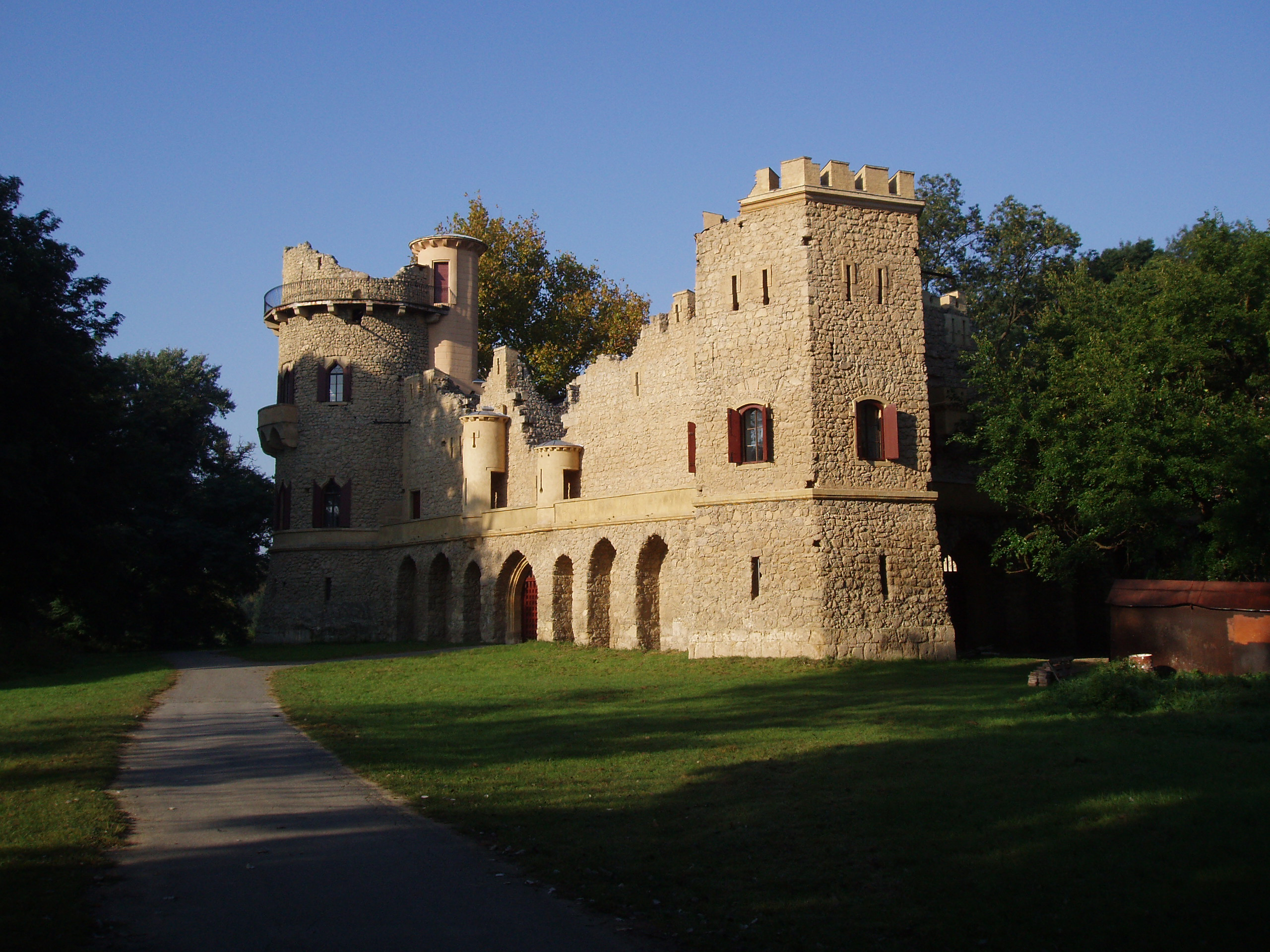
ヨハン城
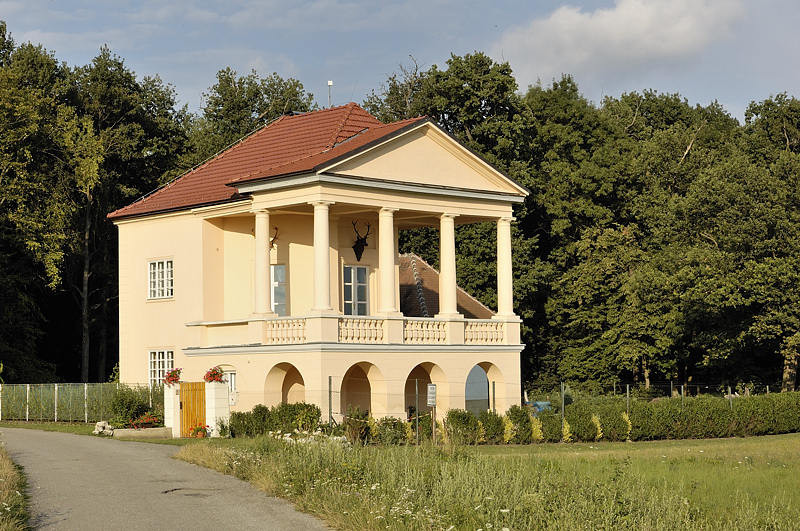
狩猟小屋

## 登録基準
この世界遺産は世界遺産登録基準のうち、以下の条件を満たし、登録された（以下の基準は世界遺産センター公表の登録基準からの翻訳、引用である）。
- (1) 人類の創造的才能を表現する傑作。
- (2) ある期間を通じてまたはある文化圏において、建築、技術、記念碑的芸術、都市計画、景観デザインの発展に関し、人類の価値の重要な交流を示すもの。
- (4) 人類の歴史上重要な時代を例証する建築様式、建築物群、技術の集積または景観の優れた例。